# Toldos Aharon (dinastía jasídica)
Toldos Aharon es una dinastía jasídica antisionista, que tiene su sede central en el barrio de Mea Shearim, en la ciudad de Jerusalén.

## Historia
El Rabino Avrohom Yitzchok Kohn, el anterior Rebe de Toldos Aharon, murió durante la festividad de Janucá de 1996. Cuando el Rabino Kohn falleció, dos de sus hijos llegaron a un acuerdo para que el hijo menor, el Rabino Dovid Kohn de Monsey, Nueva York, heredara el título de Rebe de Toldos Aharon. El hijo mayor, el Rabino Shmuel Yaakov Kohn, un discípulo del Rebe de Vizhnitz, se convirtió en Rebe también, de un grupo jasídico llamado Toldos Avrohom Yitzchok, también ubicado en el barrio de Mea Shearim, a un bloque de distancia del edificio de Toldos Aharon. Los dos dinastías jasídicas conviven en Jerusalén. El otro hijo es el director de la Yeshivá de Kiryas Joel, ubicada en el Estado de Nueva York. Los otros dos hijos formaron sus propios tribunales rabínicos (Bet Din), ambos situados en Mea Shearim. 

## Rebes de la dinastía jasídica
- Rebe Avrohom Yitzchok Kohn (1914-1996): fue el autor de la obra Divrei Torah.
- Rebe Dovid Kohn: es el actual Rebe de Toldos Aharon en Jerusalén; es el hijo del anterior Rebe.

## Vestimenta y costumbres
En Jerusalén, los hombres casados visten vestidos blancos y grises durante la semana, y unos vestidos dorados llamados bekishes durante el Shabat. Toldos Aharon y Toldos Avrohom Yitzchok son los únicos grupos donde los adolescentes a partir de los 13 años (Benei Mitzvá) visten vestidos dorados y un sombrero llamado Shtreimel, de igual modo que los hombres casados. De todas formas, los hombres casados se pueden diferenciar por sus calcetines blancos, mientras que los solteros visten calcetines negros. En otros grupos jasídicos, solamente los hombres casados llevan el sombrero Shtreimel. Todos los chicos y los hombres llevan una kipá blanca. Los hombres solteros visten un vestido negro, con un cinturón atado durante los días de la semana, a diferencia de los hombres casados, que visten un vestido de rayas. Las mujeres casadas cubren sus cabellos y no llevan pelucas. El recato (tzniut) que se espera de ellas es el más estricto entre los diversos grupos de judíos ultraortodoxos. Entre los jasidim de Toldos Aharon en Jerusalén, las mujeres solteras acostumbran a llevar el cabello recogido en dos trenzas, a diferencia de las otras comunidades de judíos jaredim, donde las chicas llevan solamente una cola de caballo. Toldos Aharon es actualmente el único grupo jasídico que requiere que las mujeres casadas se rapen la cabeza después de contraer matrimonio, ya que esta costumbre se abandonó por parte de los otros grupos jasídicos después de la Segunda Guerra Mundial. A la mujer se le rapa el cabello el día después de su boda, y debe seguir afeitándose la cabeza tras contraer matrimonio. Esto se debe a que la mujer solamente puede enseñar el cabello a su marido.

## Vida de los miembros del grupo
La vida de los miembros de la jasidut se caracteriza por un rígido estilo de vida controlado por unos decretos rabínicos llamados takanos, escritos por el Rebe. Por ejemplo, un decreto prohíbe llevar prendas de lana, ya que la ley judía prohíbe mezclar la lana junto con el lino. El Rabino Aharon quería evitar incumplir el precepto de no mezclar la lana con el lino (shatnez). En esta dinastía jasídica, tiene mucha importancia el estudio de la Torá, y la inmersión diaria en baños rituales.

## Literatura jasídica
Además de las obras reverenciadas por todos los judíos jasídicos, los jasidim de Toldos Aharon reverencian los siguientes libros: Shomer Emunim, Shulchan HaTahor, Taharas HaKodesh, del Rebe Aharon Roth, y Divrei Emunoh, del Rebe Avrohom Yitzchok Kohn. La versión del libro de oraciones usado por los jasidim de Toldos Aharon, se llama Brochoh-u-Tehilloh. El anterior Rebe de Toldos Aharon, el Rabino Avrohom Yitzchok, ordenó a sus seguidores que aprendieran las obras del Rabino Aharon HaLevi de Staroselye. El Rebe de Staroselye era un seguidor del primer Rebe de Jabad, el Rabino Schneur Zalman de Liadí. Después del fallecimiento del Rebe de Jabad, el Rabino Aharon HaLevi empezó su propia dinastía jasídica en Staroselye.